# Сент-Обен-дю-Кормье
Сент-Обен-дю-Кормье (фр. Saint-Aubin-du-Cormier) — коммуна на северо-западе Франции, находится в регионе Бретань, департамент Иль и Вилен, округ Ренн, кантон Фужер-1. Расположена в 29 км к северо-востоку от Ренна. Через территорию коммуны проходит автомагистраль А84.
Население (2018) — 4 006 человек.

## История
Герцог Бретонский Пьер I между 1223 и 1225 годами построил укрепленный замок в месте, равноудаленном от Фужера и Витре, с целью защиты не только от внешних врагов, но и от своих могущественных вассалов. После смерти короля Франции Людовика VIII Пьер I Бретонский участвовал в мятеже против его малолетнего наследника Людовика IX, в ходе которого в 1231 году французские войска осаждали Сент-Обен-дю-Кормье. Пьер I сдал замок королю и подписал трехлетнее мирное соглашение, по окончании которого вернул замок себе.
Сент-Обен-дю-Кормье был любимой резиденцией герцога; в 1225 году он предоставил его жителям широкие привилегии: освобождение от налогов, разрешение на переговоры, право на вырубку леса; местной буржуазии герцог предоставил хартию свободы, которую подтверждали последующие правители Бретани.
Город был окружен стенами и валами. Первая церковь Святого Мало была построена на скалах Бешерель за прудом. С годами она разрушилась, и на ее месте была возведена церковь Святого Обена, покровителя коммуны. 28 июля 1488 года в битве при Сен-Обен-дю-Кормье
королевская армия разбила герцога Людовика Орлеанского, будущего короля Людовика XII, и его союзника, герцога Франциска II Бретонского.
Во время Великой Французской революции коммуна была переименована в Монтань-ла-Форе. Население коммуны в основном приветствовало революцию и отмечало главные революционные праздники: годовщину казни короля Людовика XVI, сопровождающуюся принесением клятвы ненависти к королевству и анархии, и годовщину основания Первой Республики 21 сентября. При этом в июне 1796 года в битве Сен-Обен-дю-Кормье шуаны одержали над республиканцами победу местного значения.

## Достопримечательности
- Руины замка XIII века
- Неороманская церковь Святого Обена начала XX века на скале Бешерель, построенная на месте средневековой церкви
- Средневековые дома в центре коммуны

## Экономика
Структура занятости населения:
- сельское хозяйство — 1,7 %
- промышленность — 8,7 %
- строительство — 5,8 %
- торговля, транспорт и сфера услуг — 28,2 %
- государственные и муниципальные службы — 55,6 %

Уровень безработицы (2018) — 6,4 % (Франция в целом —  13,4 %, департамент Иль и Вилен — 10,4 %). 

Среднегодовой доход на 1 человека, евро (2018) — 22 650 (Франция в целом — 21 730, департамент Иль и Вилен — 22 230).

## Демография
Динамика численности населения, чел.

## Администрация
Пост мэра Сент-Обен-дю-Кормье с 2014 года занимает Жером Бегас (Jérôme Bégasse). На муниципальных выборах 2020 года возглавляемый им независимый список победил в 1-м туре, получив 55,55 % голосов.
| Период | Период | Фамилия         | Партия                             | Примечания                                                     |
| ------ | ------ | --------------- | ---------------------------------- | -------------------------------------------------------------- |
| 1973   | 1983   | Марсель Лувель  |                                    | руководитель отделения банка Crédit agricole                   |
| 1983   | 2001   | Пьер Рено       | Объединение в поддержку Республики | массажист-физиотерапевт, член Генерального совета департамента |
| 2001   | 2014   | Мари-Тереза Оне | Радикальная левая партия           | учительница, член Генерального совета департамента             |
| 2014   |        | Жером Бегас     | Разные левые                       | предприниматель                                                |

## Города-побратимы
- Ричмонд, Англия

## Галерея

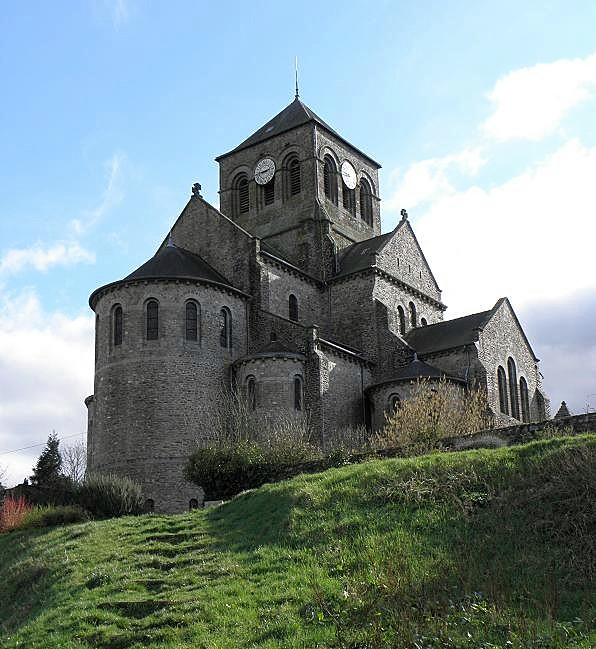
Церковь Святого Обена
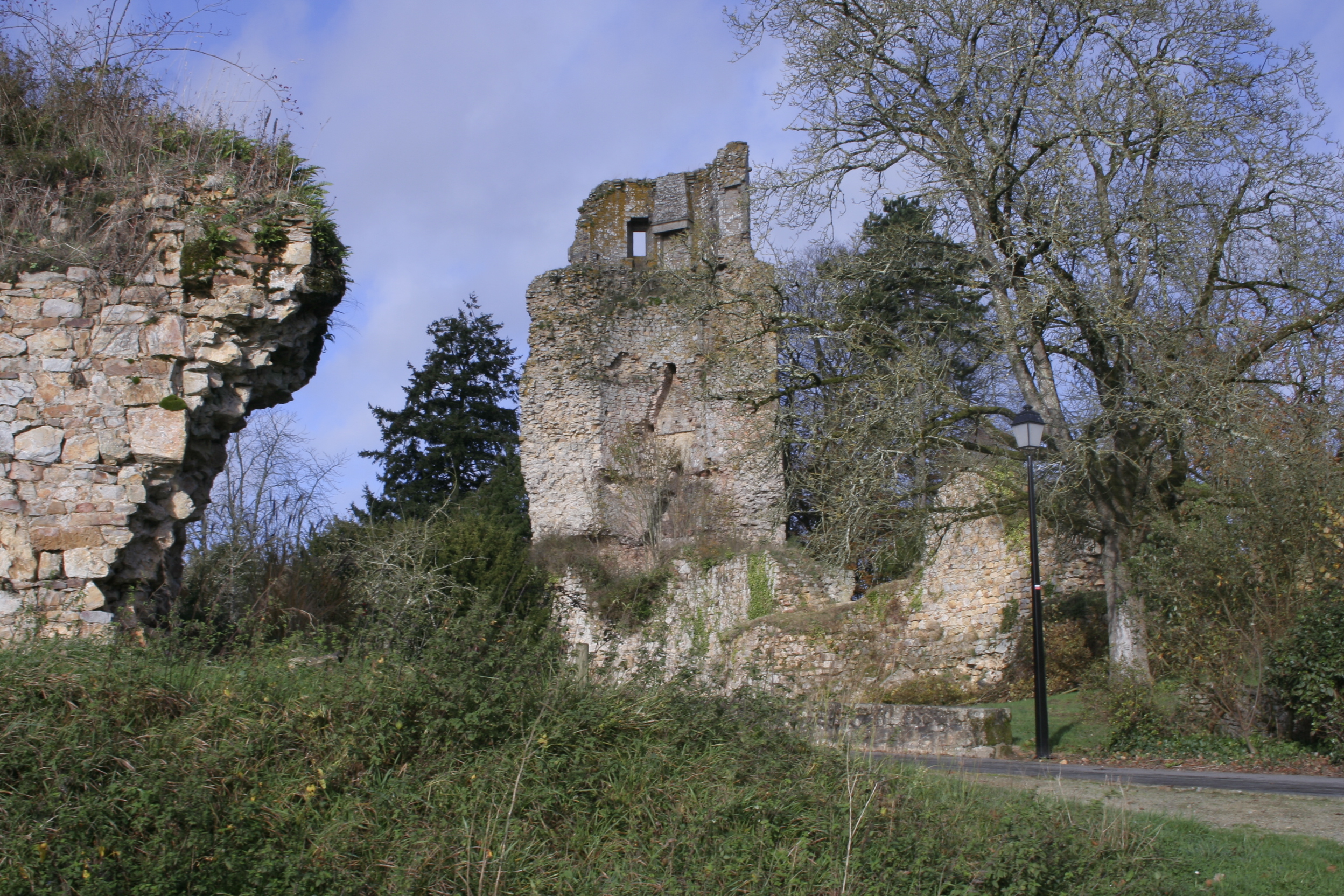
Развалины средневекового замка